# Combs (Derbyshire)
Combs – wieś w Anglii, w hrabstwie Derbyshire, w dystrykcie High Peak. Leży 53 km na północny zachód od miasta Derby i 235 km na północny zachód od Londynu. W 2008 miejscowość liczyła 100 mieszkańców.